# Washington/Wells (métro de Chicago)
Washington/Wells est une station du métro de Chicago gérée par la Chicago Transit Authority.
La station est située sur le côté ouest du Loop au croisement de Washington Avenue et de Wells Street.

## Description
Il s’agit de la deuxième station la plus récente du Loop puisqu’elle a été ouverte le 17 juillet 1995 en remplacement des stations Madison/Wells fermée le 30 janvier 1994 au nord et Randolph/Wells fermée le 1er juillet 1995 au sud.

### Caractéristiques
La station est située à proximité de l'hôtel de ville de Chicago (Chicago City Hall), du Civic Opera House, et du Chicago Mercantile Exchange. La station est également à trois blocs à l'est de l’Ogilvie Transportation Center.
La station est située entre Washington Avenue et Madison Street et est construite en acier et béton, avec des plates-formes en bois pour les quais. Une grande mezzanine est accessible par un escalier au sud de Washington, de chaque côté des quais. Elle est accessible aux personnes à mobilité réduite grâce à des ascenseurs sur chaque quais.
Les quais sont couverts par un auvent de Washington à Madison, et la plate-forme continue sur Madison. Il y a des sorties auxiliaires sur les deux extrémités des deux plates-formes, à l'est de Washington et de Madison. La station est capable de recevoir des rames de 8 wagons soit la plus grande capacité en vigueur sur le métro de Chicago.

## Desserte
Washington/Wells est desservie par la ligne brune dans le sens inverse des aiguilles d’une montre sur la voie extérieur du Loop et par les lignes mauve (en heure de pointe), orange, et rose dans le sens horlogique sur la voie intérieure du Loop.

| Nord/Ouest                            |  |                                    |  | Sud/Est                            |
| ------------------------------------- |  | ---------------------------------- |  | ---------------------------------- |
| Merchandise Mart                      |  | ligne brune                        |  | Quincy vers Kimball via Clark/Lake |
| Clark/Lake vers Midway via Clark/Lake |  | ligne orange                       |  | Quincy                             |
| Clinton vers 54th/Cermak              |  | ligne rose                         |  | Quincy                             |
| Merchandise Mart vers Linden          |  | ligne mauve (heures de pointe) (d) |  | Quincy                             |
| modifier sur Wikidata                 |  |                                    |  |                                    |

## Correspondances
Avec les bus de la Chicago Transit Authority :
- #11 Lincoln/Sedgwick
- #14 Jeffery Express
- #20 Madison (Owl Service)
- #X20 Washington/Madison Express
- #56 Milwaukee
- #60 Blue Island/26th (Owl Service)
- #124 Navy Pier
- #157 Streeterville